# Voo Atlantic Southeast Airlines 529
O voo 529 da Atlantic Southeast Airlines era uma rota doméstica regional de passageiros de Atlanta, Geórgia até Gulfport, no Mississípi. Em 21 de agosto de 1995, a aeronave Embraer EMB 120 "Brasília" que fazia esta rota caiu perto de Carrollton, Geórgia. Incrivelmente, todas as 29 pessoas a bordo sobreviveram inicialmente ao brutal pouso forçado em um campo rural, mas nove pessoas morreram quando o fogo varreu os destroços.
A investigação revelou vários procedimentos de manutenção inadequados por parte do fabricante da hélice e levou a uma revisão dos métodos pelos quais as hélices são inspecionadas. O acidente tinha semelhanças com o voo 2311 da Atlantic Southeast Airlines, que ocorrera quatro anos antes, e resultou na morte de todas as 23 pessoas a bordo. As investigações de ambos os acidentes concluíram que as falhas de projeto nas hélices da aeronave eram as culpadas.

## Antecedentes
A Atlantic Southeast Airlines (agora ExpressJet) é uma transportadora regional que opera uma grande frota de aeronaves turboélice de curto alcance em voos de passageiros ao redor do sudeste dos Estados Unidos. 
Em 1995, o núcleo de sua frota consistia no Embraer EMB 120 Brasília para 30 passageiros, uma popular aeronave turboélice de fabricação nacional. A ASA foi o primeiro e maior cliente do modelo quando o Brasília entrou em serviço, dez anos antes. 

## Aeronave e tripulação

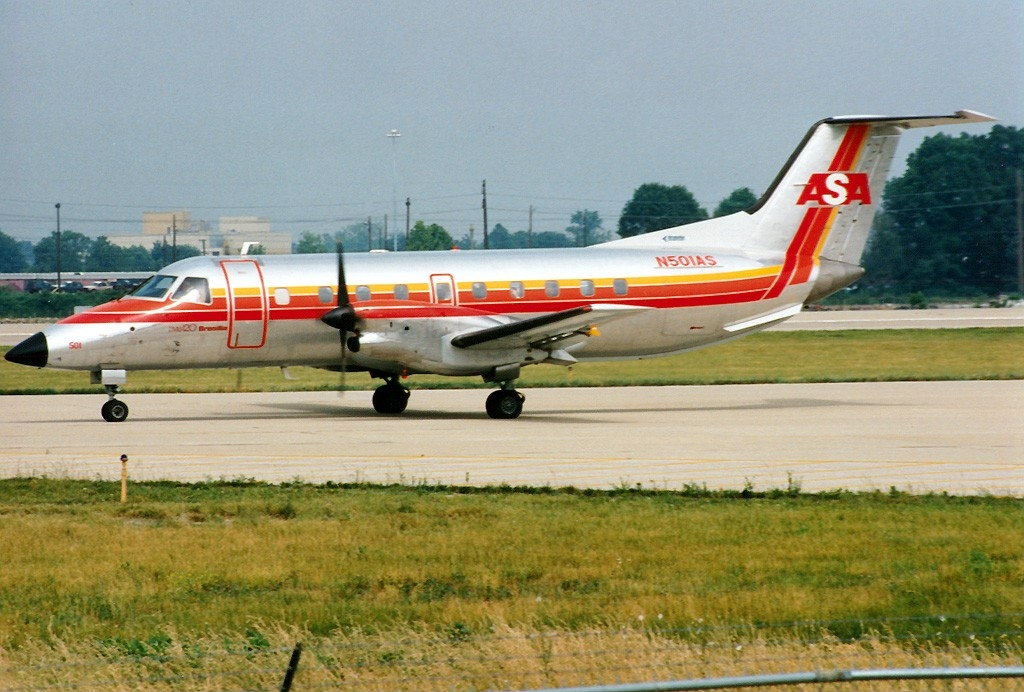
Um Embraer EMB-120ER "Brasília" da Atlantic Southeast Airlines, semelhante à aeronave envolvida no acidente

Em 21 de agosto de 1995, o voo foi operado com o Embraer EMB 120RT Brasília (registro N256AS), um avião de passageiros bimotor turboélice. A aeronave fez seu primeiro voo em 1989 e foi entregue à Atlantic Southeast Airlines em 3 de março do mesmo ano. Antes do voo fatal, havia feito 18.171 ciclos (um ciclo pode ser definido aproximadamente como um voo) e acumulou um total de 17.151,3 horas de voo. A aeronave estava equipada com um gravador de voz de cabine (CVR) e um gravador de dados de voo (FDR).
O capitão do voo era Edwin (Ed) Gannaway, de 45 anos, e o primeiro oficial era Matthew (Matt) Warmerdam, de 28 anos. Gannaway era um piloto habilidoso com 9.876 horas de voo, incluindo 7.374 horas de voo no EMB-120. Warmerdam foi contratado pela companhia aérea em abril de 1995 e tinha um total de 1.193 horas de vôo (incluindo 363 horas no turboélice) na época do acidente. A única comissária de bordo, Robin Fech, de 33 anos, foi contratada pela companhia aérea em fevereiro de 1993 e completou seu último treinamento recorrente em janeiro de 1995.

## Passageiros
Os viajantes a negócios, com idade entre 18 e 69 anos, representavam a maior parte dos passageiros da aeronave. Seis engenheiros, dois xerifes adjuntos, dois membros da força aérea, um ministro e uma mulher de Nova Orleans que planejava se tornar uma comissária de bordo também estavam na aeronave.

## Voo e acidente
O voo 529 deixou o portão do Aeroporto Internacional de Atlanta às 12h10 UTC-4 (13:10 UTC-3, 16:10 GMT) e decolou às 12h23. Às 12:43:25, enquanto o turboélice estava subindo a 18.100 pés (5500 metros), a hélice finalmente atingiu o ponto de ruptura. A rachadura envolveu toda a lâmina do componente, que de repente se separou da aeronave. A perda da lâmina causou um enorme desequilíbrio de peso na hélice (compare com prender um tijolo no interior de uma máquina de lavar e iniciar um ciclo de centrifugação, só que muito mais violento). Em uma fração de segundo, a hélice desequilibrada foi lançada para cima e para fora, levando consigo uma parte significativa da frente do motor esquerdo, incluindo a caixa de câmbio, com um estrondo tremendo que o primeiro oficial Warmerdam mais tarde descreveu como "um taco de beisebol batendo em uma lata de lixo de alumínio".
Embora o EMB-120, como todos os aviões multimotores da categoria de transporte, seja projetado para voar com um motor inoperante, a distorção do motor resultou em arrasto excessivo e perda de sustentação no lado esquerdo da aeronave, fazendo com que ela perdesse rapidamente a altitude.
A tripulação de voo inicialmente tentou retornar a Atlanta para um pouso de emergência, mas a rápida descida resultou no desvio para o Aeroporto Regional de West Georgia. O avião não conseguiu ficar no ar por muito tempo e os pilotos começaram a procurar um espaço aberto para fazer um pouso de emergência, acabando por se estabelecer em um campo no Condado de Carroll, Geórgia, perto da comunidade agrícola de Burwell e da cidade de Carrollton que fica a 80 km de Atlanta. Às 12:52:45, antes que o pouso de emergência pudesse começar, a aeronave tombou e começou um mergulho não ordenado, atingindo o topo das árvores antes de atingir o solo com uma leve margem esquerda, cuja força arrancou o asa esquerda já danificada. A aeronave derrapou ao longo do solo por alguma distância até atingir uma inclinação no campo e por alguns instantes voltou ao ar novamente, depois caiu de volta ao solo enquanto bocejava (girava) incontrolavelmente, antes de finalmente parar. A força do impacto final dividiu a fuselagem ao meio em torno da área onde as asas estavam fixadas, rompendo seus tanques de combustível, que se mostraram fatais durante a evacuação do avião.

## Vítimas
Todos os passageiros e tripulantes a bordo do vôo 529 sobreviveram ao impacto inicial; as fatalidades foram o resultado de um incêndio pós-acidente.
O fogo começou cerca de um minuto após o impacto, e uma garrafa de oxigênio atrás do assento do primeiro oficial vazou, contribuindo para o alastramento do fogo. Apesar do ombro deslocado, o primeiro oficial Warmerdam usou uma machadinha de emergência para quebrar o vidro grosso da cabine. Um dos passageiros sobreviventes o ajudou mais tarde puxando a machadinha para fora da cabine através do buraco que Warmerdam havia criado e acertou o vidro do lado de fora para aumentar o tamanho do buraco e ajudar Warmerdam a escapar. Enquanto estava sendo resgatado, Warmerdam disse ao chefe dos bombeiros: "Diga a minha esposa, Amy, que a amo". O chefe dos bombeiros respondeu: "Não, senhor, diga a ela que a ama, porque estou tirando você daqui." As equipes de emergência conseguiram tirar Warmerdam da aeronave, mas o capitão Gannaway ficou inconsciente no pouso forçado e nunca recuperou a consciência, eventualmente sucumbindo ao fogo. Em uma ambulância, Warmerdam consolou um paramédico que acreditava que Warmerdam morreria em breve. O paramédico o despiu para esfriá-lo e prendeu o distintivo na cueca, para ajudar na identificação mais tarde. Apesar de seus ferimentos, Warmerdam sobreviveu ao acidente aéreo.
Além do capitão Gannaway, sete passageiros morreram como resultado do acidente e subsequente incêndio, incluindo três que morreram um mês depois, elevando o número oficial de mortos para oito. A 9ª vítima morreu quatro meses após o acidente devido a queimaduras graves. Nenhum dos passageiros ou tripulantes escapou ileso; oito tiveram ferimentos leves. Entre os gravemente feridos estavam o primeiro-oficial Warmerdam e a comissária de bordo Fech. 
Muitos dos passageiros tiveram síndrome de sobrevivente; alguns acreditavam que deveriam ter ajudado outros passageiros.
Um dos sobreviventes morreu de ataque cardíaco oito semanas após o acidente. Ela foi incluída em uma dedicatória às pessoas mortas no acidente em um serviço memorial em um ginásio de escola primária alguns anos depois.

## Investigação
A investigação feita pela NTSB descobriu que uma rolha segurando no lugar um peso de equilíbrio dentro do eixo central oco, ou furo, da hélice continha cloro que estava infiltrando-se no metal e causando corrosão. Como resultado, as rolhas foram substituídas por um novo tipo que não continha cloro, e a FAA determinou que a Hamilton Standard conduzisse inspeções de ultrassom em todas as pás da hélice Embraer Brasília para detectar possíveis danos por corrosão. A Hamilton Standard enviou empreiteiros e conduziu essas inspeções enquanto as pás ainda estavam na aeronave.
Na sede da Hamilton Standard, a pá da hélice foi inspecionada por um técnico que não era (e nem precisava ser) um mecânico qualificado. Ele conduziu uma inspeção visual do interior do orifício da hélice usando um boroscópio e não foi capaz de ver nenhum dano. Na verdade, havia uma rachadura na hélice devido à corrosão, que foi o que fez com que ela falhasse na inspeção inicial. No entanto, o técnico presumiu que era um falso positivo quando não conseguiu detectar o dano. Isso acontecia porque falsos positivos eram frequentemente registrados em lâminas feitas com uma técnica de fabricação chamada “shotpeening”, que deixava marcas no metal que poderiam ser confundidas com danos. 
Esta lâmina não foi fabricada desta maneira, mas a política da empresa não deixava claro o que ele deveria fazer se uma lâmina não cortada parecesse dar um falso positivo. Sempre que isso acontecia, o técnico simplesmente seguia o procedimento para um falso positivo devido ao shotpeening e polia o interior do orifício da hélice para remover as marcas que apareciam no ultrassom. Como a lâmina realmente tinha rachaduras, o polimento do orifício escondeu as rachaduras sob a nova superfície polida e as tornou impossíveis de detectar.
Depois que a lâmina foi polida, ela passou por outra inspeção de ultrassom, que não encontrou nenhum dano porque o técnico havia polido as evidências. A lâmina foi certificada novamente e enviada de volta ao ASA para ser colocada novamente em serviço. Sem saber que a lâmina era uma bomba-relógio, a companhia aérea a instalou no motor esquerdo do avião que se tornaria o voo 529. Nos meses seguintes, a lâmina começou a sofrer a fadiga do metal e a rachadura cresceu imperceptivelmente devido ao estresse contínuo do funcionamento normal do motor.
Duas falhas anteriores do mesmo tipo de hélice ocorreram, mas aquelas aeronaves tinham foi capaz de pousar com segurança. A pá da hélice com falha passou por testes de ultrassom programados em 19 de maio de 1994, o que resultou na rejeição e remoção da hélice. A lâmina da hélice foi para uma instalação da Hamilton Standard, onde foi sujeita a trabalhos de recondicionamento que foram executados incorretamente. A pá da hélice foi então instalada na hélice instalada na aeronave em 30 de setembro do mesmo ano.

### Causa provável
O relatório final emitido pelo NTSB em 26 de novembro de 1996 determinou a "causa provável" do acidente que dizia:
O Conselho Nacional de Segurança nos Transportes determina que a causa provável do acidente com o voo 529 da Atlantic Southeast Arilines foi a fratura por fadiga em voo e separação de uma pá de hélice resultando em distorção da nacela do motor esquerdo, causando arrasto excessivo, perda de sustentação da asa e redução do controle direcional do avião. A fratura foi causada por uma trinca por fadiga de vários poços de corrosão que não foram descobertos pela Hamilton Standard devido a técnicas de inspeção e reparo corporativas inadequadas e ineficazes, treinamento, documentação e comunicações.

A NTSB criticou a Hamilton Standard, que manteve as hélices, por "inspeção corporativa inadequada e ineficaz e técnicas de reparo, treinamento, documentação e comunicação", e tanto a fabricante das pás da hélice quanto a Federal Aviation Administration por "não exigência das inspeções de ultra-som recorrentes nas asas para as hélices afetadas." O céu nublado e as nuvens baixas também contribuíram para a gravidade do acidente.

## Consequências
A Organização Fraternal Militar de Pilotos concedeu a Warmerdam uma honraria por seu papel no desastre após o tratamento das queimaduras. Em 2002, após cerca de 50 cirurgias e longa terapia, ele conseguiu voltar a voar na Atlantic Southeast Airlines. A Sociedade Americana de Cirurgiões Plásticos homenageou sua atitude positiva durante a longa recuperação com um de seus prêmios “Pacientes da Coragem: Triunfo sobre a Adversidade” em 2005.
Os moradores dos arredores construíram um memorial ao acidente em frente a Igreja Metodista Unida Shiloh, perto de Burwell.
Muitos passageiros sobreviventes atribuíram a comissaria de bordo Robin Fech, o salvamento de suas vidas. O Tanner Medical Center tratou o pulso quebrado de Fech e outras lacerações antes de liberá-la. O Senado do Estado da Geórgia aprovou uma resolução homenageando Fech. O relatório do acidente do NTSB elogiou "a maneira exemplar como o comissário de bordo instruiu os passageiros e lidou com a emergência". No entanto, uma passageira (que também era filha do passageiro que morreu de ataque cardíaco após o acidente) gritou inutilmente para Fech, que estava com outros passageiros no campo de feno, para ajudá-la e sua mãe. O passageiro inicialmente criticou Fech; mais tarde, ela argumentou que Fech não conseguia ouvir seus gritos e / ou não a via através da fumaça densa. Além disso, ficou comprovado que a Fech atendia os passageiros naquele momento. Fech afirmou que as críticas do passageiro a aborreceram. Fech nunca mais trabalhou como comissária de bordo após o desastre do ASA 529.

## Na cultura popular
- Os eventos do voo 529 foram apresentados em "A Wounded Bird", um episódio da segunda temporada (2004) da série de TV canadense Mayday (chamado Air Emergency and Air Disasters nos EUA e Air Crash Investigation no Reino Unido e em outros lugares ao redor do mundo). A reconstituição foi transmitida nos Estados Unidos com o título "One Wing Flight". No Brasil o episódio foi intitulado "Incêndio na Pista".[17] O acidente também foi incluído em um especial da sexta temporada, intitulado "Fatal Flaw", que foi chamado de "Fatal Fix" no Reino Unido, Austrália e Ásia (no Brasil "Conserto Fatal"[18]).
- Um livro sobre o desastre, Nine Minutes, Twenty Seconds: The Tragedy and Triumph of ASA Flight 529, de Gary M. Pomerantz, foi escrito em 2001.[19]